# Physocarpus pauciflorus
Physocarpus pauciflorus là loài thực vật có hoa trong họ Hoa hồng. Loài này được (Torr. & A. Gray) Piper miêu tả khoa học đầu tiên năm 1901.